# Félix de Iriarte y Somalo
Félix de Iriarte y Somalo fue un militar argentino que participó de la guerra con el Imperio de Brasil y de las guerras civiles argentinas.

## Biografía
Félix de Iriarte y Somalo nació en Buenos Aires el 24 de octubre de 1805, hijo de María Josefa del Rosario Somalo y del coronel Félix de Iriarte y Aymerich, hijo a su vez del teniente coronel del Real Cuerpo de Artillería José de Iriarte.
Efectuó sus estudios militares en España, tras lo cual regresó a Buenos Aires para incorporarse al ejército patriota.
Actuó como capitán de un escuadrón del Regimiento N° 8 de Caballería en la guerra del Brasil, tomando parte en la batalla de Ituzaingó.
Alcanzó el grado de teniente coronel, pero fue dado de baja el 16 de abril de 1835 por Juan Manuel de Rosas.
Emigró a Montevideo donde murió el 13 de noviembre de 1842 participando de la defensa de la ciudad, cuyo sitio por Manuel Oribe se iniciaría el 16 de febrero de 1843.
Había casado con Dominga Rivadavia Cires, hija de Santiago Rivadavia e Isabel Cires, sobrina de Bernardino Rivadavia, con quien tuvo dos hijas, Hortensia de Iriarte Rivadavia (1830) y Edelmira de Iriarte Rivadavia (1836)
Era hermano del general Tomás de Iriarte.